# Louis Lambert (homme politique suisse)
Pour les articles homonymes, voir Louis Lambert et Lambert.
Louis Lambert, né le 27 septembre 1751 à Yverdon et mort le 28 mars 1811 à Lausanne, est un homme politique vaudois.

## Biographie
Protestant, originaire d'Yverdon, il est le fils de Pierre Lambert, châtelain des Clées, et d'Hélène Raffinesque. Il épouse Louise Perceret.
Commerçant, Louis Lambert rachète la boutique de son beau-père en 1801. En juillet 1791, alors que le Pays de Vaud est administré par Berne, il est partisan de l'indépenadance vaudoise et le montre en participant au « banquet des Jordils » qui commémore la prise de la Bastille. Il est en outre l'un des trois porte-parole de la bourgeoisie demandant la convocation des États de Vaud en janvier 1798. Après la chute du gouvernement bernois, il est nommé député à l'Assemblée provisoire du Pays de Vaud en 1798 et membre du comité de surveillance d'Yverdon et du tribunal du canton du Léman sous la République helvétique. Il est de plus par la suite député à la Diète fédérale en 1801, sous-préfet du district d'Yverdon, membre du Petit Conseil vaudois entre 1803 et 1811, président de la commission des mines et salines et président du tribunal du contentieux de l'administration en 1807,.

## Liens
- Notice dans un dictionnaire ou une encyclopédie généraliste :   - Dictionnaire historique de la Suisse
- Notices d'autorité :   - VIAF
  - GND
- Révolution vaudoise